# Cave dei Capucins
Le Cave dei Capucins (Cave dei Cappuccini, Carrières des Capucins o Écomusée des anciennes carrières des Capucins) sono delle vecchie cave sotterranee di pietra, usate tra il XII ed il XVII secolo, situate nel XIV, XIII e V arrondissement di Parigi, sotto l'Hôpital Cochin, parte del boulevard Port Royal e rue de la Santé. Queste cave sono oggi mantenute da un museo.

## Descrizione
Il museo comprende gallerie sotterranee lunghe circa 1,2 km, a 18 m sotto la superficie; sono possibili visite solo su prenotazione da parte di piccoli gruppi di visitatori (di solito tramite associazioni).
Il sito è gestito da un'associazione, la SEADACC (Société d'Études et d'Aménagement Des Anciennes Carrières des Capucins, cioè: Società di Studi e di Gestione delle Antiche Cave dei Cappuccini), società gestita direttamente da Parigi. Questa associazione ha ottenuto la classificazione del settore, in particolare con la gestione della Fontana dei Cappuccini e delle varie gallerie. L'associazione lavora sullo sviluppo del sito, il suo restauro, la ricerca delle vecchie cave e le visite ai musei.
La società raccoglie una parte di tutte le cave sotterranee presenti sotto Parigi, con tutti i tipi di presidi sulla sicurezza attuati fin dal tardo XVIII secolo, prima della creazione dell'Ispettorato generale delle cave.